# 加羅韋區
加羅韋區是索馬利亞的一個區，位於該國東北部的努加爾州，其首府加羅韋亦為索馬利亞邦特蘭國的自治政府所在地。

## 外部鏈結
- 加羅韋區行政區劃圖（页面存档备份，存于）
- 加羅韋在Google地圖上的位置